# Chirurgiens (film, 1939)
Pour les articles homonymes, voir Chirurgien (homonymie).
Pour plus de détails, voir Fiche technique et Distribution.
Chirurgiens (Disputed Passage) est un film américain en noir et blanc réalisé par Frank Borzage, sorti en 1939.

## Synopsis
Les études d'un interne en médecine sont menacés par ses sentiments pour une jeune chinoise. La fille retourne dans son pays natal. Cependant, il la rencontre plus tard à nouveau à Nankin, lors d'une attaque du Japon...

## Fiche technique
- Titre original : Disputed Passage
- Titre français : Chirurgiens
- Titre français alternatif : Le Souffle de la vie
- Réalisation : Frank Borzage
- Scénario : Sheridan Gibney et Anthony Veiller	d'après une histoire de Lloyd C. Douglas
- Dialogues : Anna May Wong
- Direction artistique : Roland Anderson et Hans Dreier
- Photographie : William C. Mellor
- Montage : James Smith
- Musique : Friedrich Hollaender et John Leipold
- Production : Harlan Thompson
- Société de production : Paramount Pictures[1]
- Société de distribution : Paramount Pictures
- Pays de production :  États-Unis
- Langue : Anglais
- Format : noir et blanc - son : mono
- Genre : Drame
- Durée : 87 min
- Dates de sortie :
  - États-Unis : 25 octobre 1939 première à New York
  - France : 23 février 1945[2]

## Distribution
- Dorothy Lamour : Audrey Hilton (Lan Ying)
- Akim Tamiroff : Dr 'Tubby' Foster
- John Howard : John Wesley Beaven
- Judith Barrett : Winifred Bane
- William Collier Sr. : Dr William Cunningham
- Victor Varconi : Dr LaFerriere
- Gordon Jones : Bill Anderson
- Keye Luke : Andrew Abbott
- Elisabeth Risdon : Mme Cunningham
- Steve Pendleton : Lawrence Carpenter
- Billy Cook : Johnny Merkle
- William Pawley : M. Merkle
- Renie Riano : Mme Riley
- Z. T. Nyi : l'ambassadeur chinois
- Philson Ahn : Kai
- Lee Ya-Ching : l'aviatrice